# Apple A8
De Apple A8 is een processor van Apple met twee cores die draaien op 1.1 GHz. Deze processor is een 64 bit ARM-gebaseerde chip.
De chip zit in de iPhone 6 die uitgebracht werd in 2014. De Chip is tevens verwerkt in de iPod Touch (6de gen.), iPad mini 4, Apple TV (4de gen.) en de HomePod.